# Cacochloris
Cacochloris is een geslacht van vlinders van de familie spanners (Geometridae), uit de onderfamilie Geometrinae.

## Soorten
- C. ochrea (Warren, 1897)
- C. uvidula Swinhoe, 1885